# Histoire de rire (Labiche)
Pour les articles homonymes, voir Histoire de rire.
Histoire de rire est un vaudeville en un acte d'Eugène Labiche, représenté pour la 1re fois à Paris au théâtre du Gymnase le 13 août 1848.
Son collaborateur est Saint-Yves.

## Distribution
| Acteurs et actrices ayant créé les rôles |                   |
| Personnage                               | Acteur ou actrice |
| Morauchant                               | Antonin           |
| Cliquet                                  | Sylvestre         |
| Nourrissard                              | Joseph Landrol    |
| Armand                                   | Adolphe Rhozevil  |
| Pascal                                   | Auguste Bordier   |
| Mme Nourrissard                          | Mme Montval       |
| Ernestine                                | Mlle Volnais      |